# Свети Улрих (Ивреа)
„Свети Улрих“ (на италиански: Chiesa di Sant'Ulderico) е католическа църква от 10 век, разположена в центъра на град Ивреа, регион Пиемонт, Северна Италия.

## История
Според историческите източници църквата е построена непосредствено след 993 г. сл. Хр., годината на канонизация на Свети Улрих, епископ на Аусбург, на мястото където самият светия, преминавайки през Ивреа, извършва чудо през 971 г. Според легендата той се отбива в хан, чиито собственици оплакват починалия си син. Улрих възкресява детето и когато то пораства, кара да се вдигне църква в негова чест. За строителството ѝ са използвани материали от близкия римски театър.
През вековете църквата е многократно видоизменяна. Към 2019 г. са оцелели част от романската камбанария от първата половина на 11 век, единствено доказателство за първоначалната конструкция, фасадата, вероятно от 14 век, с два големи прозореца в горната си част, затворени отгоре от арка, както и останките от заострената арка, ограждаща портала от 18 век.
В края на реставрационните дейности от средата на 20 век фасадата на църквата е украсена със статуята на светеца с пасторална гега, намираща се в средата на триъгълния тимпан. От 1973 г. в люнета на портала има барелеф, представляващ Иисус Христос, изработен от мрамор от Пулия.

## Художествени произведения
Вътрешната архитектура на църквата, каквато я виждаме днес, е резултат от радикалната промяна, настъпила през първата половина на 18 век, когато преструктурирането е завършено в бароков стил.
Вътрешната украса от 1897 г. е дело на художника Джовани Сторноне (Giovanni Stornone) от Ивреа за фигурите, на художника Джовани Силвестро (Giovanni Silvestro) от Монтанаро за орнаментите, на Пиетро Фиета (Pietro Fietta) от Ивреа за скулптурите, капителите и оркестъра, и на Филиберто Канале (Filiberto Canale) за позлатяването на църквата и олтарите. Към тази фаза на разкрасяване принадлежат двата големи стенописа на входа на църквата, изобразяващи Посещението от Дева Мария на Света Елисавета и Мария като малка, обучавана от Света Анна. От Сторноне са и двете платна, изобразяващи Светото сърце Исусово и Непорочното зачатие на Мария, намиращи се в олтари от 1898 г. Двете икони от 30-те год. на 18 век, разположени в страничните олтари и посветени на св. Франциск Ксаверий и на Рождество, са на неизвестен автор. Главният олтар, над който има платно, изобразяващо Света Троица и Свети Архангел Михаил заедно с други светии, е обрамчен в изискана резбована дървена рамка, и е ценен артефакт от полихромен мрамор от 1766 г., дело на занаятчиите Маркезе и Пелагата (Marchese e Pelagatta).